# 존 데이비슨
존 데이비슨(영어: Jon Davison, 1971년 1월 16일 ~ )은 미국의 가수, 음악가, 송라이터로, 2012년부터 프로그레시브 록 밴드 예스의 리드 보컬리스트로 활동하고 있다.
그는 이전에 2009년부터 2014년까지 프로그레시브 록 밴드 글래스 해머의 리드 싱어로 활동했으며, 1993년부터 2016년까지는 스카이 크라이즈 메리의 베이시스트로 활동했다. 이 밴드에서는 후아노 데이비슨이라는 별명으로 크레딧되었다. 2020년에는 예스의 멤버인 빌리 셔우드와 함께 새로운 밴드 아크 오브 라이프를 결성하였으며, 이 밴드는 이듬해 동명의 첫 스튜디오 음반을 발매하고, 2022년에는 두 번째 음반을 발표하였다. 데이비슨은 또한 존 로지와 정기적으로 협업하고 있으며, 로지는 그의 장인이기도 하다.

## 경력

### 어린 시절
데이비슨의 음악 활동은 어릴 적 어머니가 이끄는 교회 청소년 성가대에서 노래하며 시작되었다. 어머니는 어린 시절부터 그에게 음악에 대한 감상력과 노래에 대한 사랑을 심어주었다. 이후 그는 기타와 베이스 연주를 시작하였고, 고등학교 시절에는 어린 시절부터 절친했던 친구 테일러 호킨스 (훗날 푸 파이터스의 드러머)와 함께 여러 자작곡 및 커버 밴드에서 활동하게 되었다. "후아노(Juano)"라는 별명도 이 시기 호킨스가 지어준 것으로, 현재까지 사용되고 있다.

### 예스
2012년 2월, 데이비슨은 베누아 다비드의 후임으로 예스의 새로운 리드 싱어로 발탁되었다. 다비드는 건강 문제로 밴드를 떠나게 되었다. 예스의 베이시스트 크리스 스콰이어는 "이상하게도, 우리가 베누아와 함께 작업을 시작했을 때부터 존의 이름이 거론되었다"고 회상했다. "사실 내 친구 테일러 호킨스는 수년간 '혹시라도 리드 싱어가 필요하게 되면, 내가 아는 딱 맞는 사람이 있어'라고 말해왔었다." 데이비슨은 당시 상황에 대해 이렇게 설명했다. "밴드가 이미 투어 일정을 잡아놓은 상태에서 베누아가 빠지게 되니까, 투어를 취소하지 않으려면 급히 해결해야 하는 상황이었어요. 그래서 같은 날, 어쩌면 같은 시각에 크리스가 테일러에게 제 전화번호를 받아 전화를 걸려고 했고, 동시에 매니저도 저에게 연락을 시도하고 있었어요. 결국 그날 두 사람 모두에게서 연락을 받았죠."
데이비슨은 밴드에 합류한 이후 예스와 함께 투어를 이어왔으며, 2014년에 발매된 스튜디오 음반 《Heaven & Earth》에서 리드 보컬을 맡았다. 이 음반의 여덟 곡 중 일곱 곡은 그가 단독 또는 공동으로 작곡에 참여하였다.
2020년 7월, 데이비슨은 밴드가 차기 음반 작업을 진행 중이라고 밝혔으며, 아직 데모를 모으는 초기 단계지만 절반가량의 곡이 준비되어 있다고 전했다. 그의 리드 보컬이 수록된 예스의 두 번째 스튜디오 음반 《The Quest》는 2021년 10월에 발매되었고, 세 번째 음반 《Mirror to the Sky》는 2023년 5월에 발매되었다.